# Agent lliure
Agent lliure és un terme nascut a la fi del segle xx en l'àmbit esportiu professional. Es refereix a un esportista professional el contracte vinculant del qual amb un equip ha vençut i, per tant, es troba en llibertat de negociar una propera contractació sense condicions prèvies i amb qualsevol equip que decideixi triar.

## Futbol
Especialment en l'àmbit del futbol, hom també denomina un agent lliure com a jugador amb carta de llibertat.

## Beisbol
Al beisbol de les Grans Lligues, Jim Hunter va ser tècnicament el primer agent lliure a signar amb un equip, en signar un contracte de 4.000.000 de dòlars, el 1974, per quatre temporades amb els New York Yankees.